# 2008年北京オリンピックのインド選手団
2008年北京オリンピックのインド選手団（2008ねんペキンオリンピックのインドせんしゅだん）は、2008年8月8日から8月24日にかけて中国の北京を主として開催された2008年北京オリンピックのインド選手団、およびその競技結果。

## 概要
今大会は金メダル1個、銅メダル2個、合計3個のメダルを獲得した。

## メダル
| メダル | 選手名             | 競技       | 種目                     |
| ------ | ------------------ | ---------- | ------------------------ |
| 金     | アビナブ・ビンドラ | 射撃       | 男子10mエアライフル      |
| 銅     | ビジェンデル・シン | ボクシング | 男子ミドル級             |
| 銅     | スシル・クマール   | レスリング | 男子フリースタイル66kg級 |

## アーチェリー
- マンガル・シン・チャムピア(Mangal Singh Champia、アーチェリー男子個人)
- ドーラ・バナルジー(Dola Banerjee、アーチェリー女子個人、団体)
- ボムバラヤー・デーヴィー(Bombayala Devi、アーチェリー女子個人、団体)
- プラニシア・バードヒネニ(Pranitha Vardhineni、アーチェリー女子個人、団体)

## 陸上競技
- スレーンドラ・シン(Surendra Singh、男子10000m)

## 水泳

### 競泳
- ヴィルダワル・カーデ(Virdhawal Khade、男子50m自由形、男子100m自由形、男子200m自由形)
- サンディープ・シーウォル(Sandeep Sejwal、男子100m平泳ぎ、男子200m平泳ぎ)
- アンクール・ポセリア(Sandeep Sejwal、男子100mバタフライ)
- レーアン・ポンチャ(Rehan Poncha、男子200mバタフライ)

## テニス
- マヘシュ・ブパシ、リーンダー・パエス(男子ダブルス)
- サニア・ミルザ(女子シングルス、ダブルス)、スニサ・ラオ(女子ダブルス)

## バドミントン
- アナップ・シュリダール(Anup Sridhar、男子シングルス)
- サイナ・ネワール(Saina Nehwal、女子シングルス)

## 柔道
- クムジャム ・トンビ・デーヴィー(Khumujam Tombi Devi、女子48kg)
- ディヴィヤ・テワー(Divya Tewar、女子78kg)

## 卓球
- アチャンタ・シャラス・カマラ(Achanta Sharath Kamal、男子シングルス)
- ネハ・アガーワル(Neha Aggarwal、女子シングルス)